# 1751

## أحداث
- تأسيس مدينة داوي، ميانمار وتقع حاليا في ميانمار.
- 25 مارس - السننة تبدأ لأخر مرة في هذا اليوم في إنكلترا وويلز

## مواليد
- أنديرس دال
- جون أبوت
- جيمس ماديسون
- فرديناندو الأول ملك الصقليتين